# 田代陣基
田代 陣基（たしろ つらもと、延宝6年（1678年） - 延享5年4月5日（1748年5月2日））は、江戸時代の武士、佐賀藩士。通称は又左衛門。『葉隠』の筆記者。口述者山本常朝、その師であった湛然和尚、石田一鼎などと共に「葉隠の四哲」の一人に数えられている。

## 略歴
延宝6年（1678年）、田代小左衛門宗澄の子として生まれた。元禄9年（1696年）19歳の時より鍋島藩3代藩主鍋島綱茂、4代吉茂のもとで祐筆役として仕えたが、宝永6年（1709年）に御役御免となった。
宝永7年（1710年）、山本常朝の庵を訪れ、同じく失意の中にあった常朝と語らい合う内に常朝の言葉の口述筆記を始め、7年後の享保元年（1716年）に『葉隠』として完成させた。
5代藩主宗茂の時代の享保16年（1731年）54歳で再び祐筆役となる。 延享5年（1748年）71歳で没し、佐賀市田代の瑞龍庵に葬られた。

## 墓所
瑞龍庵で葬られた際の墓碑には「松盟軒期酔之墓」と刻まれていたが、後、墓所の存在は忘れ去られた（その法名から浪花節語りの墓と考えられていた。）。
昭和13年（1938年）に再発見され、昭和19年（1944年）に有志により瑞龍庵に顕彰碑が建立された。その碑文には「田代陳基先生葉隠纂述記念之碑」と刻まれている。「陣」は「陳」の俗字で戦乱の際などに使われるものであるため、田代陣基への思いを込め本来の字を使用した。

## ゲーム
戦略型忍者カードバトルアプリ「突破Xinobi Championship」に、葉隠忍者の頭目として田代陣基をモデルとした忍者が登場している。